# زاوية سيدي بوزيد (تالكجونت)
زاوية سيدي بوزيد هو دُوَّار يقع بجماعة تالڭجونت، إقليم تارودانت، جهة سوس ماسة في المملكة المغربية. ينتمي الدوّار لمشيخة تالكجونت التي تضم 26 دوار. يقدر عدد سكانه بـ 82 نسمة حسب الإحصاء الرسمي للسكان والسكنى لسنة 2004.

## روابط خارجية
- البوابة الوطنية للجماعات الترابية نسخة محفوظة 12 مارس 2018 على موقع واي باك مشين.
- المندوبية السامية للتخطيط